# Bocskai FC
Bocskai FC – węgierski klub piłkarski z siedzibą w mieście Debreczyn. Działający w latach 1926–1941. Klub nazwano od nazwiska przywódcy antyhabsburskiego powstania, księcia Siedmiogrodu Stefana Bocskaya (1557–1606).

## Historia
Klub powstał w 1926, gdy w wyniku reform związkowych liga stała się profesjonalna i do rozgrywek na najwyższym szczeblu mogły dołączyć kluby spoza Budapesztu. W kadrze Bocskay FC znaleźli się głównie zawodnicy z miejscowych klubów mających status amatorskich: Debreceni VSC, Debreceni Kereskedelmi Alkalmazottak SE i Debreceni TE. W 1940 roku podział ligowy na ligę klubów profesjonalnych i amatorskich został zniesiony. BFC doznał zapaści finansowej i w 1941 klub został definitywnie rozwiązany.

## Osiągnięcia
- Udział w Pucharze Mitropa: 1931, 1934
- W lidze (13 sezonów): 1927/28-1939/40